# Synagogue néologue d'Arad
 (septembre 2021).

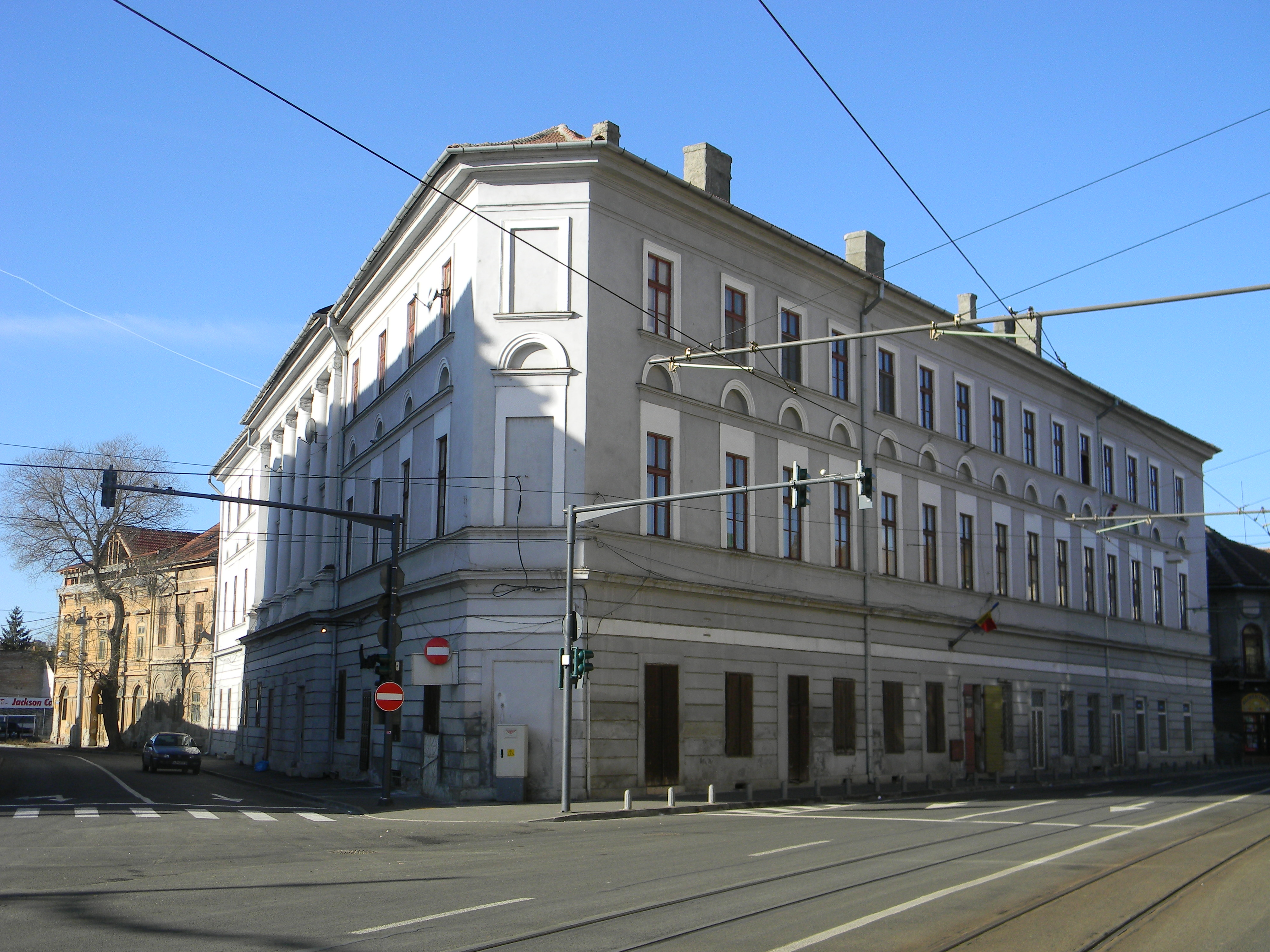
Synagogue

La synagogue néologue à Arad, une ville à l'extrême sud-ouest de la Roumanie, a été construite de 1827 à 1834. Elle sert encore aujourd'hui de synagogue.

## Histoire
Les Juifs vivaient depuis le début du XVIIIe siècle à Arad. La ville était un centre du judaïsme réformé hongrois connu sous le nom de judaïsme néologue. En 1828, la communauté comptait 812 membres et la synagogue en bois était alors devenue trop petite. Par conséquent, une nouvelle synagogue a été construite, qui a été ouverte en 1834. Elle compte plus de 1000 places.
Avant la Seconde Guerre mondiale, il y avait plus de 10 000 Juifs dans la ville, dont beaucoup ont survécu à l'Holocauste. En raison de l'émigration, principalement vers Israël, seuls environ 300 d'entre eux vivent aujourd'hui à Arad. Ceux-ci utilisent encore la synagogue aujourd'hui .

## Architecture
La synagogue a une forme triangulaire inhabituelle. L'entrée se fait par une petite cour fermée par le bâtiment. En plus de la pièce principale au rez-de-chaussée, il y a aussi des galeries sur deux étages.
Le dôme est décoré d'une rosace avec une étoile de David et de douze fenêtres peintes.
Le sanctuaire de la Torah est encadré par deux paires de colonnes. La bimah se tient devant elle et non au milieu de la pièce, comme il est d'usage dans les synagogues du judaïsme orthodoxe .
A noter également l'orgue, qui est encore en bon état . Les orgues dans les synagogues sont une autre caractéristique du judaïsme réformé.

## Voir également
- Histoire des Juifs en Roumanie
- Judaïsme néologue